# Bill Robertie
William Gerrard (Bill) Robertie (Cambridge, 9 juli 1946) is een Amerikaanse backgammon-, schaak- en pokerspeler en schrijver. Hij werd in 1987 de tweede speler in de geschiedenis die het wereldkampioenschap backgammon meermaals won, nadat Tim Holland dat in 1967, 1968 en 1971 deed. Voor Robertie was het zijn tweede wereldtitel, nadat hij die in 1983 voor het eerst won. Hij won in 1993 ook de Pro-Am in de Bahama's en in 1994 de wereldbeker in Istanboel
Bill is ook een sterk schaakspeler. Zo eindigde hij in 1965 op een gedeelte eerste plaats bij de USCF Golden Knights correspondentie schaakkampioenschap, maar verloor in de play-off tegen Brian Owens. In 1970 werd hij Amerikaans kampioen snelschaken.
Robertie is afgestudeerd aan de Harvard-universiteit en was werkzaam als systeemanalist. Hij schreef naast backgammon- en schaakboeken ook een aantal pokerboeken samen met wereldkampioen poker 1995 Dan Harrington.

## Boeken
Backgammon:
- Advanced Backgammon, Volume 1 : Positional Play; Gammon Press (1991), ISBN 1-880604-11-6
- Advanced Backgammon, Volume 2 : Technical Play; Gammon Press (1991), ISBN 1-880604-12-4
- Backgammon for Winners; Cardoza Publishing (1993), ISBN 1-58042-043-5
- Backgammon for Serious Players; Cardoza Publishing (1997), ISBN 0-940685-68-X
- 501 Essential Backgammon Problems; Cardoza Publishing (2000), ISBN 1-58042-019-2
- Modern Backgammon; The Gammon Press (2001), ISBN 1-880604-17-5

Chess:
- Basic endgame strategy, Cardoza Publishing (1998), ISBN 0-940685-89-2
- Beginning chess play, Cardoza Publishing (2002), ISBN 1-580-42044-3
- Winning chess openings, Cardoza Publishing (2002), ISBN 1-580-42051-6
- Winning chess tactics, Cardoza Publishing (2002), ISBN 1-580-42075-3
- Easy Endgame Strategies, Cardoza Publishing (2003), ISBN 1-58042-110-5
- Master Checkmate Strategy, Cardoza Publishing (2003), ISBN 1-58042-096-6

Poker:
- Harrington on Hold'em: Volume I: Strategic Play, Two Plus Two Publishing (2004) ISBN 1-880685-33-7
- Harrington on Hold'em: Volume II: The Endgame, Two Plus Two Publishing (2005) ISBN 1-880685-35-3
- Harrington on Hold'em: Volume III: The Workbook, Two Plus Two Publishing (2006) ISBN 1-880685-36-1
- Harrington on Cash Games: Volume I, Two Plus Two Publishing (2008) ISBN 1-880685-42-6
- Harrington on Cash Games: Volume II, Two Plus Two Publishing (2008) ISBN 1-880685-43-4